# Saanen
Saanen (tiếng Pháp: Gessenay) là một đô thị của bang Bern, Thụy Sĩ.